# اللغة الأوزبكية
اللغة الأوزبكية أو الأُزْبَكِيَّة هي فرع من شجرة اللغات التركية، وترجع أصول اللغات التركية كلها إلى شجرة اللغات الألطية. وهي اللغة الرسمية لأوزبكستان. عدد متحدثيها الأصليين 37 مليون من الأوزبكيين في أوزبكستان وآسيا الوسطى. تعود الأوزبكية لمجموعة اللغات التركية الشرقية أو الأيغورية التركية، التي هي فرع من فروع عائلة اللغات التركية.
من اللغات التي أثرت بها: الفارسية، الطاجيكية، العربية والروسية. إحدى الفوارق المُلاحظة في هذه اللغة هي حروف العلة والتي قدمت من الفارسية والطاجيكية.
في عام 1346 هـ / 1928 م غُير نظام كتابتها من الحروف العربية إلى الحروف اللاتينيّة ثُمَ غَيِّرها جوزيف ستالين في العهد السوفييتيّ إلى السيريليّة حتّى أرجعت الحكومة نظام الحروف اللاتينيّة في أوائل الألفيّة الميلاديّة الجديدة.